# León (departament)
León – jeden z 15 departamentów Nikaragui, położony w północno-zachodniej części kraju. Ośrodkiem administracyjnym jest miasto León (123,8 tys. mieszk.), w którym mieszka 1/3 ludności departamentu. Inne znaczące miasto tego departamentu to Nagarote (29,2 tys.).

## Gminy (municipios)
1. El Jicaral
2. El Sauce
3. La Paz Centro
4. Larreynaga
5. León
6. Nagarote
7. Quezalguate
8. San José de Achuapa
9. Santa Rosa del Peñón
10. Telica